# 26 juin 1984

## Naissances
- Richard Eromoigbe, footballeur nigérian
- Li Yanxi, athlète chinois
- Jakub Koreis, joueur de hockey sur glace tchèque
- Indila, auteur compositrice interprète française
- Raymond Felton, joueur de basket-ball américain
- Aubrey Plaza, actrice américaine
- Lionel Mazars, joueur de rugby français
- Tatyana Ananko, gymnaste biélorusse
- Deron Williams, joueur de basket-ball américain
- Anne-Lise Caudal, joueuse de golf française
- Lauren Lappin, joueuse de softball américaine
- Olivier Devaux, joueur de hockey sur glace suisse
- Jérémy Lopez, acteur français
- José Juan Barea, joueur de basket-ball portoricain
- Preslava, chanteuse bulgare
- Yuki Maki, footballeur japonais
- Antoine Saout, joueur de poker français
- Mitja Gasparini, joueur de volley-ball slovène
- Cody McLeod, joueur de hockey sur glace canadien
- Luis Hernández, joueur de baseball colombien
- Igor Bugaiov, footballeur moldave
- Elijah Dukes, joueur de baseball américain

## Décès
- Carl Foreman (né le 23 juillet 1914), scénariste et producteur américain
- Sybil Seely (née le 2 janvier 1902), actrice américaine
- Joseph Gonzales (né le 19 février 1907), footballeur français
- Albert Dailey (né le 16 juin 1938), pianiste américain
- Léopold De Groof (né le 2 février 1896), footballeur belge
- Ferdinand Kazadi (né le 24 avril 1925), homme politique congolais
- Joseph Nou (né le 22 juillet 1926), homme politique français

## Autres événements
- Demande d'adhésion du Maroc à la Communauté économique européenne
- Inauguration de la Maison de la culture du Plateau-Mont-Royal
- Pablo Morales établit un nouveau Record du monde de natation messieurs du 100 mètres papillon en bassin de 50 mètres avec 53 s 38.
- Un quadruple meurtre est perpétré à Compton